# Раян Шуман
Раян Шуман (англ. Riaan Schoeman, 18 вересня 1989) — південноафриканський плавець.
Учасник Олімпійських Ігор 2008, 2012 років.
Переможець Всеафриканських ігор 2007, 2011 років.
Призер Ігор Співдружності 2010 року. Брат бронзового призера Олімпійських ігор, тріатлоніста Генрі Шумана.